# Moravany (ort i Tjeckien, Södra Mähren, lat 49,04, long 17,17)
Moravany är en ort i Tjeckien.   Den ligger i regionen Södra Mähren, i den sydöstra delen av landet, 230 km sydost om huvudstaden Prag. Moravany ligger 241 meter över havet och antalet invånare är 736.
Terrängen runt Moravany är platt åt sydväst, men åt nordost är den kuperad.Runt Moravany är det ganska tätbefolkat, med 111 invånare per kvadratkilometer. Närmaste större samhälle är Kyjov, 4,7 km sydväst om Moravany. Trakten runt Moravany består till största delen av jordbruksmark.